# La Esmeralda (Piura)
La Esmeralda es una localidad y balneario peruano ubicado en el distrito de Colán, perteneciente a la provincia de Paita del departamento de Piura, al norte del Perú. 

## Ubicación
La Esmeralda se ubica al noroeste de la provincia de Paita, en el distrito de Colán, en el departamento de Piura. Se ubica al oeste del pueblo de Colán. 

## Demografía
En 2017 La Esmeralda tenía una población de 747 habitantes.
| Gráfica de evolución demográfica de La Esmeralda entre 1993 y 2017 |
|                                                                    |
| Fuentes: Población 1993 y 2017                                     |